# Laomarex sericea
Laomarex sericea är en snäckart som beskrevs av Powell 1948. Laomarex sericea ingår i släktet Laomarex och familjen punktsnäckor. Inga underarter finns listade i Catalogue of Life.